# بيتر سميث (لاعب كرلنغ)
بيتر سميث (بالإنجليزية: Peter Smith)‏ هو لاعب كرلنغ بريطاني، ولد في 18 نوفمبر 1964 في بيرث في المملكة المتحدة.

## وصلات خارجية
- بيتر سميث على موقع الاتحاد الدولي للكرلنغ (الإنجليزية)
- بيتر سميث على موقع اللجنة الأولمبية الدولية (الإنجليزية)
- بيتر سميث على موقع أوليمبيديا (الإنجليزية)
- بيتر سميث على موقع اللجنة الأولمبية البريطانية (الإنجليزية)